# Vindobona
Pour les articles homonymes, voir Vindobona (homonymie).
Vindobona était à l'origine un établissement celtique, devenu un camp romain, se situant à l'emplacement actuel de la ville de Vienne en Autriche.

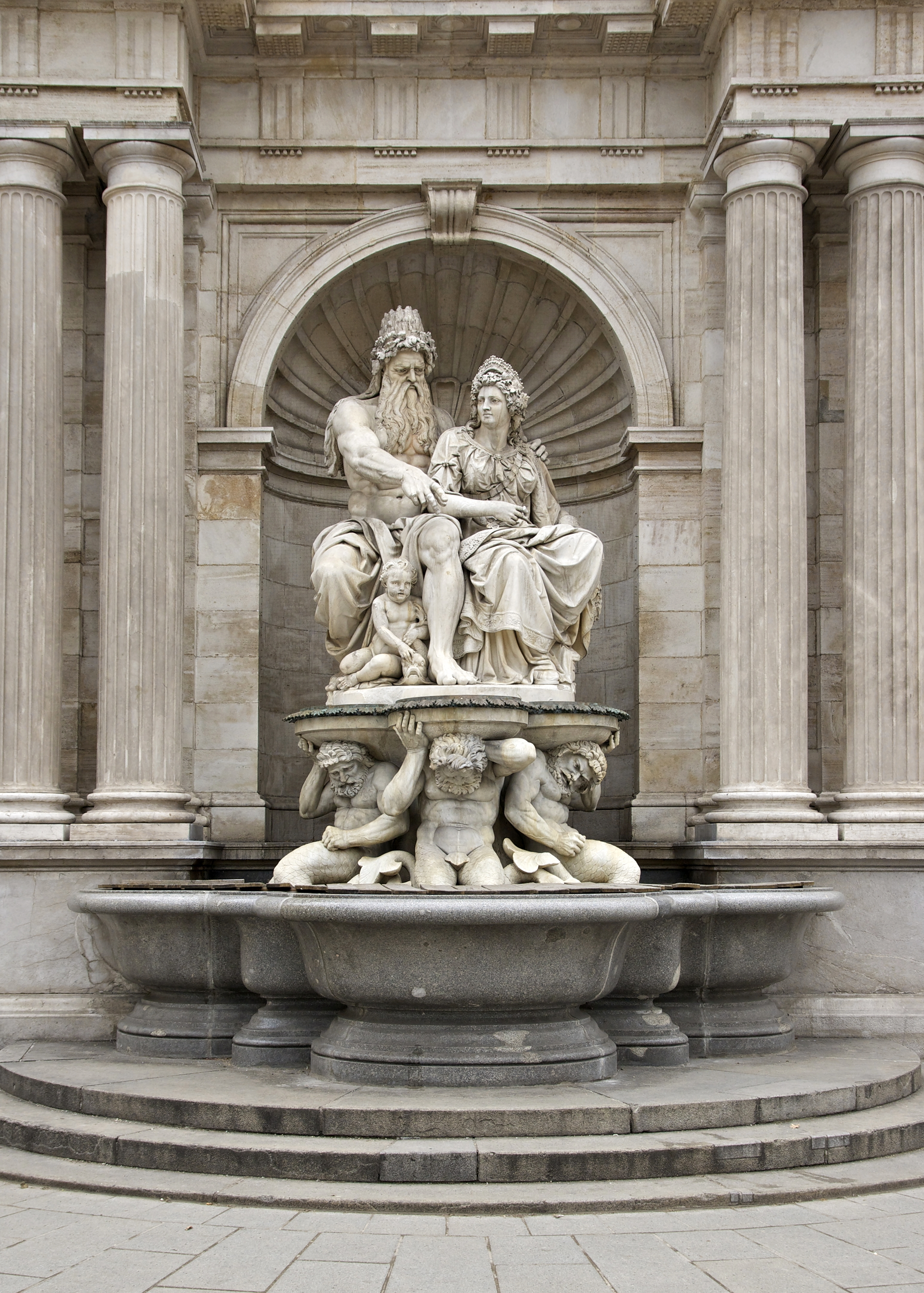
"Danubius" et "Vindobona", représentations allégoriques du XIXe siècle du Danube et de la ville de Vienne, Albrechtsbrunnen, Albertinaplatz, Vienne, Autriche.

## Histoire
Vers 15 av. J.-C., le royaume norique est annexé à l'Empire romain ; le Danube devient la frontière naturelle de l'empire et les Romains commencent à fortifier les bords du fleuve. Le géographe Ptolémée mentionne Vindobona dans son atlas Geographike Hyphegesis (vers 150). L'historien romain Aurelius Victor note que l'empereur Marc Aurèle avait son quartier général à Vindobona lors des guerres contre les Marcomans et y est mort le 17 mars 180. Près du Hoher Markt à Vienne il existe encore de nos jours une rue Marc-Aurèle.
À l'époque romaine, Vindobona fait partie de la province de Pannonie dont le chef-lieu est Carnuntum. C'est un camp militaire avec une habitation civile à côté (canabae). De l'autre côté du Danube, une cité germanique se développe au cours du IIe siècle.
Le plan asymétrique — et peu typique pour un camp romain — de Vindobona est encore visible aujourd'hui en suivant le cours des rues : Graben, Naglergasse, Tiefer Graben, Salzgries, Rabensteig, Rotenturmstrasse. Le nom de « Graben » (« fossé ») renvoie probablement au fossé qui entourait le camp militaire. Il est probable qu'une partie de l'enceinte romaine existait encore au Moyen Âge quand les rues se développèrent, et que cela a ainsi influencé le cours des rues. Le Berghof sera construit à l'extrémité du camp romain au XIIIe siècle.

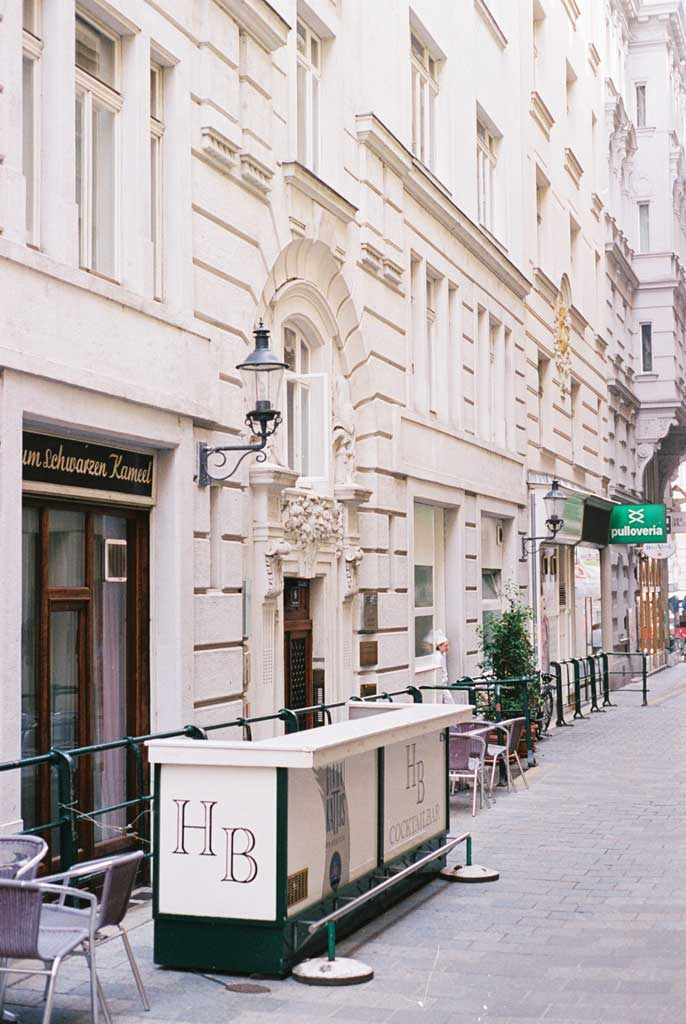
La Naglergasse actuelle, où se trouvait la frontière du camp romain de Vindobona.

De nombreuses villae rusticae dans les alentours assurent l'approvisionnement de Vindobona.
En 212, Vindobona est élevée au rang de municipium, ce qui renforce sa position face à Carnuntum, capitale de la province de Pannonie qui venait de recevoir le titre de colonia.
Vindobona reste entre les mains des Romains jusqu'au Ve siècle quand les migrations germaniques perturbent la paix. Le site ne sera cependant pas abandonné et se développera dans les siècles à venir en métropole européenne.

## Les fouilles archéologiques
Les traces de l'ancien camp romain de Vindobona sont nombreuses. Le centre du Michaelerplatz a été l'objet de plusieurs fouilles archéologiques. Ici, on a retrouvé des restes de la banlieue du camp romain (canabae legionis) ainsi qu'un carrefour. Le cœur de la place actuelle par l'architecte Hans Hollein montre des restes des murs d'époques différentes et est en même temps un monument pour les fouilles archéologiques. 
Sous le bâtiment principal des pompiers am Hof, les fouilles ont mis au jour une partie de la canalisation romaine.
Au Hoher Markt, à la hauteur du « Puits du mariage » (Vermählungsbrunnen), se trouve l'entrée d'une petite exposition de fondations romaines des quartiers des officiers.

## Sources

Schéma de Vindobona vers 250 apr. J.-C.

- (de) Cet article est partiellement ou en totalité issu de l’article de Wikipédia en allemand intitulé « Vindobona » (voir la liste des auteurs).

### Sites internet
- (de) Wien Museum
- (de) Le camp romain de Vindobona
- (de) Quelques films animés au sujet de Vindobona
- (de) Reconstruction du portique du camp romain